# Gare de Motoyawata
La gare de Motoyawata (本八幡駅, Motoyawata-eki) est une gare ferroviaire de la ville d'Ichikawa, dans la préfecture de Chiba au Japon. Elle est située dans le quartier de Motoyawata, d'où son nom. La gare est desservie par la ligne Chūō-Sōbu de la JR East et par la ligne Shinjuku de la Toei.

## Situation ferroviaire
La gare de Motoyawata est située au point kilométrique (PK) 38,4 de la ligne Chūō-Sōbu. Elle marque le terminus est de la ligne Shinjuku.

## Histoire
La gare a été inaugurée le 1er septembre 1935.

## Services aux voyageurs

### Accès et accueil
La gare dispose d'un bâtiment voyageurs, avec guichet, ouvert tous les jours.

### Desserte
- JB Ligne Chūō-Sōbu  :
  - voie 1 : direction Akihabara, Shinjuku et Mitaka
  - voie 2 : direction Chiba
- S Ligne Shinjuku  :
  - voies 1 et 2 : direction Shinjuku (interconnexion avec la ligne nouvelle Keiō pour Sasazuka et Chōfu)

### Intermodalité
La gare de Keisei Yawata est située à proximité.